# They Want My Soul
They Want My Soul è l'ottavo album in studio del gruppo indie rock statunitense Spoon, pubblicato nel 2014.

## Tracce
Tutte le tracce sono state scritte da Britt Daniel, eccetto dove indicato.

1. Rent I Pay – 3:09
2. Inside Out – 5:02
3. Rainy Taxi – 3:58
4. Do You – 3:33
5. Knock Knock Knock – 4:39
6. Outlier – 4:22 (Daniel, Jim Eno, Eric Harvey)
7. They Want My Soul – 3:22
8. I Just Don't Understand (Ann-Margret cover) – 2:38 (Marijohn Wilkin, Kent Westberry)
9. Let Me Be Mine – 3:26
10. New York Kiss – 3:27 (Daniel, Dan Wilson)

## Formazione
- Britt Daniel – voce, chitarra, tastiera
- Jim Eno – batteria, percussioni
- Eric Harvey – chitarra, tastiera
- Rob Pope – basso, tastiera, chitarra
- Alex Fischel – chitarra, tastiera